# Eisen(III)-nitrat
Eisen(III)-nitrat ist ein als Hexahydrat oder Nonahydrat kristallisierendes Salz des Eisens und der Salpetersäure.

## Darstellung
Die Herstellung kann durch Umsatz von metallischem Eisen in mittelkonzentrierter Salpetersäure unter Bildung nitroser Gase erfolgen:
{\displaystyle \mathrm {Fe+4\;HNO_{3}\rightarrow \;Fe(NO_{3})_{3}+2\;H_{2}O+NO\uparrow } }

## Eigenschaften

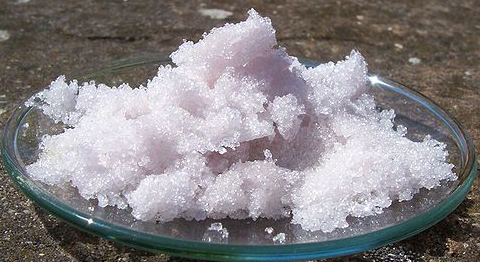
Eisen(III)-nitrat (Nonahydrat)

Eisen(III)-nitrat bildet, je nach Wassergehalt und Verunreinigungen, fast farblose, grauweiße oder hellviolette bzw. hellgelbe bis bräunliche, etwas zerfließliche Kristalle. Stärkere Färbungen entstehen auch durch Zersetzung. Wässrige Lösungen sind gelblichbraun gefärbt und reagieren durch Hydrolyse sauer.

## Verwendung
Eisen(III)-nitrat wird zum Gerben verwendet. In der Textilindustrie verwendet man es als Beize für Baumwollstoffe und zum Schwarzfärben von Seide durch Abscheiden von Eisen(III)-hydroxid. 
Zur Herstellung von Eisen(III)-oxid (Fe2O3) als Farbpigment wird Eisen(III)-nitrat bis zur vollständigen Zersetzung bei etwas über 500 °C geglüht.
Eisen(III)-nitrat findet Verwendung als Katalysator und als Ausgangsstoff zur Herstellung von Katalysatoren.